# Kōji Wakamatsu
Wakamatsu Kōji (若松孝二?, Wakamatsu Kōji; Wakuya, 1º aprile 1936 – Tokyo, 17 ottobre 2012) è stato un regista giapponese.

## Biografia
Studia agraria in un liceo di Tokyo dove poi inizia a lavorare come operaio e fattorino. La sua affiliazione ad una gang della yakuza gli costa la prigione. Esce dal carcere a 23 anni ed entra nell'industria televisiva come assistente alla regia. Esordisce nel cinema con produzioni pulp e di genere pinku eiga (film softcore). Regista noto specialmente tra gli anni sessanta e settanta del XX secolo per i suoi film erotici-pulp, caratterizzati da una profonda riflessione sulla morbosità umana, la sua pellicola più nota è Su su per la seconda volta vergine. Ha girato oltre cento film, e nel 1976 ha prodotto il film erotico di Nagisa Ōshima Ecco l'impero dei sensi.
Autore di decine di film erotico-pulp dall'inizio degli anni sessanta (il drammatico Su su per la seconda volta vergine), fondatore, nel 1965, della factory cinematografica "Wakamatsu Production", è uno degli autori di spicco della scuola pulp-poliziesca giapponese degli anni sessanta-settanta e annovera nella sua filmografia titoli che vanno al di là del genere per penetrare una più profonda e morbosa riflessione umana (Embrione, 1966). È morto il 17 ottobre 2012 all'età di 76 anni in un ospedale di Tokyo, dove era stato ricoverato cinque giorni prima dopo essere stato investito da un taxi.

## Filmografia

### Cinema
- Dolce trappola (Amai wana) (1963)
- Oiroke sakusen (1963)
- Hageshii onnatachi (1963)
- Mesuinu no kake (1964)
- Shiroi hada no dasshutsu (1964)
- Kawaita hada (1964)
- Hadaka no kage (1964)
- Gyakujo (1964)
- Furin no tsugunai (1964)
- Ami no naka no onna (1964)
- Aku no modae (1964)
- Akai hanko (1964)
- Jôji no rirekisho (1965)
- Segreti dietro il muro (Kabe no naka no himegoto) (1965)
- Yuganda kankei (1965)
- Yokubô no chi ga shitataru (1965)
- Taiyô no heso (1965)
- Rikonya kagyo (1965)
- Namari no bohyo (1965)
- Bôtoku no wana (1965)
- Ai no design (1965)
- Chi wa taiyô yori akai (1966)
- O-denwa chôdai (1966)
- Hikisakareta jôji (1966)
- Shiro no jinzô bijo (1966)
- Embrione (Taiji ga mitsuryô suru toki) (1966)
- Mittsû (1966)
- Jôyoku no kuro suisen (1967)
- Angeli violati (Okasareta hakui) (1967)
- Ami no naka no bôkô (1967)
- Aru mittsû, co-regia di Kan Mukai e Shinya Yamamoto (1967) - (episodio "Kuchibeni")
- Nihon bôkô ankokushi: Ijôsha no chi (1967)
- Vagabondo del sesso (Sei no hôrô) (1967)
- Zoku Nihon bôkô ankokushi: Bôgyakuma (1967)
- Seihanzai (1967)
- Orgia (Rankô) (1967)
- Harakashi onna (1968)
- Nikutai no yokkyû (1968)
- Il decamerone orientale (Kinpeibai) (1968)
- Fukushûki (1969)
- Gioco sessuale (Seiyûgi), co-regia di Masao Adachi (1969)
- Violent Virgin (Shôjo geba-geba) (1969)
- Shoya no jôken (1969)
- Running in Madness, Dying in Love (Kyôsô jôshi-kô) (1969)
- Omicidio di un uomo, omicidio di una donna: pallottola nuda (Yawa hada mushuku: Otoko goroshi onna goroshi) (1969)
- Niku no hyôteki: Tôbô (1969)
- Violenza senza causa (Gendai sei hanzai zekkyô hen: Riyû naki bôkô) (1969)
- Su su per la seconda volta vergine (Yuke yuke nidome no shojo) (1969)
- Storia di amanti moderni: la stagione del terrore (Gendai kôshoku-den: Teroru no kisetsu) (1969)
- Kongai jôji (1969)
- Gendai sei hanzai ankokuhen: aru torima no kokuhaku (1969)
- Shinjuku Mad (Shinjuku maddo) (1970)
- Sex Jack (Seizoku: Sex Jack) (1970)
- Nihon bôkô ankokushi: Onjû (1970)
- Mahiru no boko-geki (1970)
- Ai no technique: kama sutra (1970)
- La donna che voleva morire (Segura magura: shinitai onna) (1971)
- Ai no kôi: Zoku ai no technique (1971)
- Armata Rossa - PFLP: Dichiarazione della guerra mondiale (Sekigun-P.F.L.P: Sekai sensô sengen) (1971)
- Watashi wa nureteiru (1971)
- Sei kazoku (1971)
- Hika (1971)
- Estasi degli angeli (Tenshi no kôkotsu) (1972)
- (Maruhi) joshikôsei: Kôkotsu no arubaito (1972)
- Storia underground del sesso violento giapponese (Gendai Nippon boko ankokushi) (1972)
- Sei to ai no joken (1972)
- Kuroi juyoku (1972)
- Gendai ryôki bôkôshi (1972)
- Maruhi joshikosei: kagai circle (1973)
- Inyokurinju (1974)
- Nureta sai no me (1974)
- Gômon hyakunen-shi (1975)
- Shinkon daihyakka (1975)
- Gokan ka wakan ka? (1975)
- Jitsuroku: Jokôsei shûdan baishun (1975)
- Porn jikenbo: sei no ankoku (1975)
- Delta no okite (1975)
- Baishunfu Maria (1975)
- Iro no susume (1976)
- Gendai sei-gômon (1976)
- Zannin onna ankokushi (1976)
- Jokei: Gokinsei hyakunen (1977)
- Nippon gokinsei: nyonin baibai (1977)
- Seibo Kannon daibosatsu (1977)
- Bôgyaku onna gômon (1978)
- Serial Rapist (Jûsan-nin renzoku bôkôma) (1978)
- Zan'nin renzoku gôkanma (1978)
- Hikô sukeban shûdan okasu (1978)
- Gendai sei hanzai: Bôkô kankin (1979)
- Ejiki (1979)
- Gendai sei hanzai: zenin satsugai (1979)
- Seishôjo gômon (1980)
- Misshitsu renzoku bôkô (1981)
- Una piscina senz'acqua (Mizu no nai puuru) (1982)
- Kagi, co-regia di Akitaka Kimata (1983)
- Sukurappu: aru ai no monogatari (1984)
- Matsui Kazuyo no shogeki (1986)
- Kiss yori kantan (1989)
- Pantsu no ana: mukesode mukenai ichiqe tachi (1990)
- Ware ni utsu yoi ari (1990)
- Kiss yori kantan 2: hyoryuhen (1991)
- Netorare Sosuke (1992)
- Erotic Liaisons (Erotikkuna kankei) (1992)
- Singapore Sling (1993)
- Endoresu warutsu (1995), adattamento cinematografico dell'omonimo romanzo di Mayumi Inaba (1992) sul travagliato rapporto sentimentale tra la scrittrice Suzuki Izumi e il marito, il jazzista Kaoru Abe[3]
- Asu naki machikado (1997)
- Perfect Education 6 (Kanzen-naru shiiku: Akai satsui) (2004)
- 17-sai no fûkei - Shônen wa nani o mita no ka (2004)
- United Red Army (Jitsuroku Rengo Sekigun: Asama sanso e no michi) (2007)
- Caterpillar (Kyatapirâ) (2010)
- Hotel Blu Kaien (Kaien Hoteru · burû) (2012)
- 25/11 Il giorno dell'autodeterminazione - Mishima e i giovani (11·25 jiketsu no hi: Mishima Yukio to wakamono-tachi) (2012)
- Mille anni di estasi (Sennen no yuraku) (2012)

### Televisione
- Koi suru nichiyôbi - serie TV (2003)

- Keitai Deka Zenigata Yui - serie TV, episodi 1x1 (2010)

### Produttore
- La guerriglia delle studentesse (女学生ゲリラ), regia di Masao Adachi (1969)
- Ecco l'impero dei sensi (Ai no korīda), regia di Nagisa Ōshima (1976)